# Litoria bella
Litoria bella é uma espécie de anfíbio anuro da família Hylidae. Está presente na Austrália. A UICN classificou-a como vulnerável.